# Seututie 232
Pour les articles homonymes, voir Route 232.
La route régionale 232 (finnois : Seututie 232) est une route régionale allant de Punkalaidun jusqu'à Humppila en Finlande,,.

## Présentation
La seututie 232 est une route régionale de Pirkanmaa et d'Uusimaa.